# Rajmund VII z Tuluzy

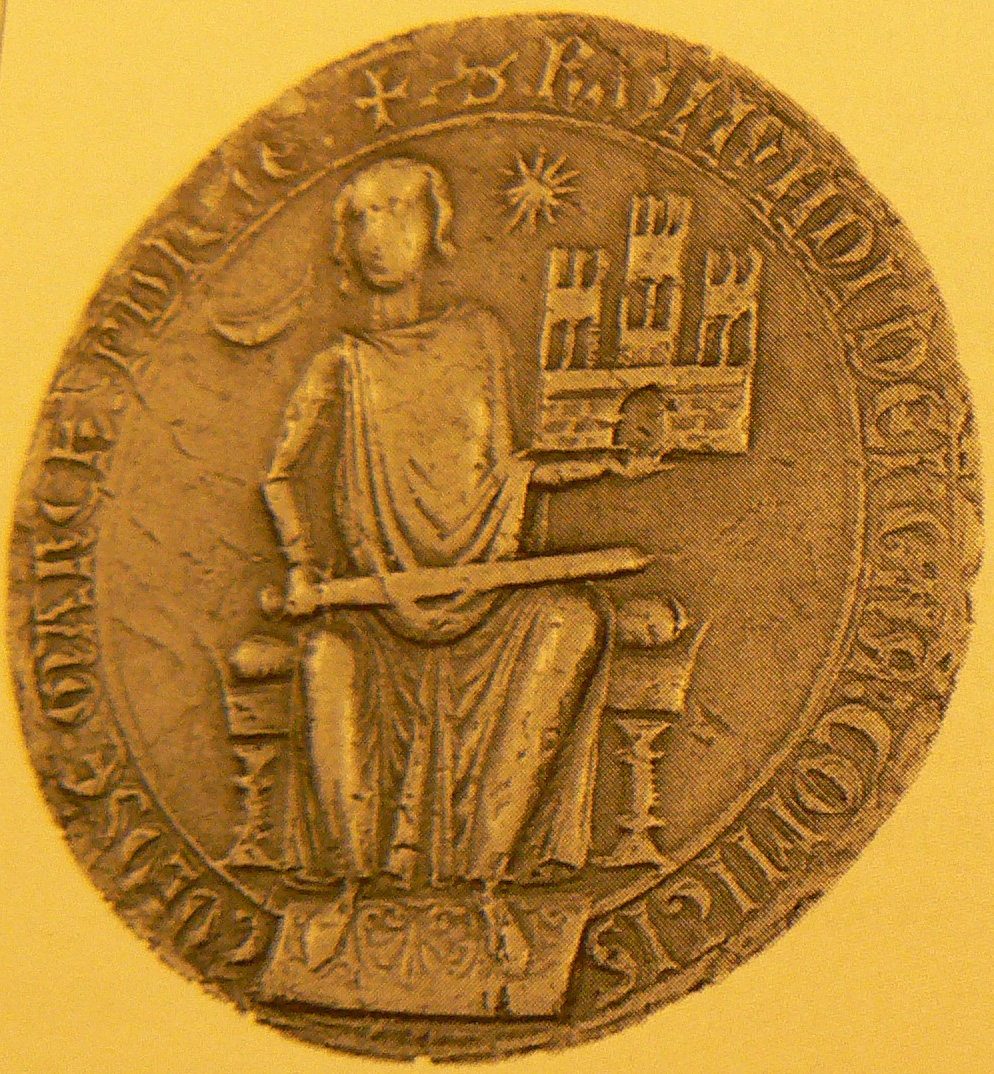

Rajmund VII z Tuluzy, Rajmund VII z Saint-Gilles (lipiec 1197 – 27 września 1249) – hrabia Tuluzy, książę Narbony i markiz Prowansji.
Był synem Rajmunda VI z Tuluzy, i Joanny Plantagenet. Podczas krucjaty przeciwko albigensom, w maju 1216, wypłynął z Marsylii i oblegał Beaucaire, które zdobył 24 sierpnia. Walczył, aby odbić hrabstwo Tuluzy z rąk Szymona de Montfort, 5. earla Leicester, a następnie syna Szymona – Amalryka de Montfort.
W 1222 umarł jego ojciec i Rajmund odziedziczył Tuluzę. W momencie jego akcesji, nowy hrabia Foix Roger Bernard II Wielki oblegał Carcassonne. 14 września 1224 Albigensi poddali się i wojna dobiegła końca. Jednak w 1225 synod w Bourges ekskomunikował hrabiego Tuluzy i ogłosił krucjatę przeciwko niemu. Król Francji – Ludwik VIII Lew chciał koniecznie odnowić konflikt na południu, żeby zdobyć Langwedocję. Roger Bernard opowiadał się za zachowaniem pokoju, ale król odrzucił jego propozycję posłowania między zwaśnionymi stronami. Rajmund ostatecznie przegrał wojnę i został zmuszony do podpisania pokoju w Meaux, w styczniu 1229. Rajmund zapisał byłe wicehrabstwo Trencavel królowi i swojej córce Joannie, która musiała poślubić Alfonsa z Poitiers – brata nowego króla Francji (Ludwika IX Świętego). Kiedy Rajmund zmarł nowym hrabią Tuluzy został jego zięć, a po jego śmierci hrabstwo zostało włączone do Francji. Rajmund został pochowany obok swojej matki Joanny w opactwie Fontevraud.

## Małżeństwa i potomstwo
Rajmund po raz pierwszy ożenił się w marcu 1211 z Sanchą Aragońską, córką króla Alfonsa II. Para miała jedną córkę (i rozwiodła się w 1241):
- Joannę, dziedziczkę Tuluzy.

W 1243 Rajmund poślubił Małgorzatę de Lusignan, córkę Hugona X de Lusignan i Izabeli d’Angoulême. Nie mieli oni dzieci i rozwiedli się 3 sierpnia 1245.